# Évolocumab
L'évolocumab, ou AMG 145, est un anticorps monoclonal dirigé contre la proprotéine convertase subtilisine/kexine de type 9, appelé aussi PCSK9 et en cours de test comme médicament contre l'hypercholestérolémie. Il appartient à la classe des anti-PCSK9.

## Efficacité
En injection bimensuelle ou mensuelle, il abaisse le taux du LDL cholestérol environ de moitié, que cela soit en monothérapie ou associé aux statines. Des résultats comparables sont retrouvées en traitement d'une hypercholestérolémie familiale. Cet effet persiste au-delà d'un an et s'accompagne d'une diminution de la survenue d'accidents cardiovasculaires.
En prévention secondaire (chez les patients ayant déjà fait un accident cardiaque ou vasculaire), et même chez les patients ayant une hypercholestérolémie très modérée, l'évolocumab, associée avec une statine, permet une réduction du risque de récidive d'accidents cardio-vasculaires, avec un recul supérieur à 8 ans. Après un infarctus, on observe une régression partielle de l'athérome sous traitement.
Il abaisse également le taux sanguin de lipoprotéine(a) en diminuant sa synthèse et en accélérant son catabolisme.
Chez des enfants atteints d'hypercholestérolémie familiale, Évolocumab s'est révélé efficace pour faire baisser le taux de LDL cholestérol de 75 %.

## Effets secondaires
Les effets secondaires les plus fréquents sont des pharyngites, des infections respiratoires, des réactions au point d'injection.
Il existe également des troubles cognitifs mais qui n'ont pas été décrits dans d'autres études.

## Mise sur le marché
Le 22 mai 2015, l'Agence européenne des médicaments (EMA) a autorisé l'utilisation de l'évolocumab dans le traitement de l’hypercholestérolémie familiale chez les patients qui ne répondent pas à la prise de statines à dose optimale ou qui ne peuvent pas en prendre.
Le 27 août 2015, l’évolocumab (Repatha, Amgem) est autorisé par la Food and Drug Administration (FDA). Les indications américaines de ce nouvel hypolipémiant s’appliquent non seulement à l’hypercholestérolémie familiale mais aussi à la prévention cardiovasculaire secondaire. Il doit toujours être utilisé en association avec la dose maximale tolérée d'une statine.
Son coût est important et reste un obstacle majeur à son utilisation (14 000 dollars/an aux États-Unis en 2015). En France, en 2022, le prix mensuel du traitement est autour de 450 euros.

## Médicaments de la même classe
L'Alirocumab est un autre anti-PCSK9. Il n'existe pas, pour l'instant de comparaison directe avec l'évolocumab.